# Céline Minard
Céline Minard, née en 1969 à Rouen, est une écrivaine française, exploitant des genres littéraires différents. 

## Biographie

### Enfance et formation
Céline Minard naît à Rouen en 1969.
Elle suit des études de philosophie. Elle rédige son mémoire de maîtrise sur la nature chez les cyniques grecs.

### Carrière littéraire
Elle commence par travailler en librairie. Elle est d'abord embauchée chez Lipsy, spécialisée dans la psychanalyse, puis dans différentes enseignes générales de la capitale. Elle se met à écrire après un accident de roller qui l'immobilise. 
En 2004, elle publie son premier livre. R. est écrit sous la forme d'un journal d’un promeneur qui traverse les Alpes, dans les pas de Jean-Jacques Rousseau,.
En 2007, elle est révélée par la critique avec son troisième livre, Le Dernier Monde, qui retranscrit le monologue du dernier habitant de la planète Terre.  
En 2007 et 2008, elle est pensionnaire de la villa Médicis à Rome. 
En 2008, elle publie Bastard Battle, relatant une bataille médiévale tout en exploitant le genre du manga. Le roman obtient la mention spéciale du prix Wepler.
En 2011, elle reçoit le prix franco-allemand Franz-Hessel pour So long Luise, dans lequel elle rédige le testament d’une écrivaine,. Elle est pensionnaire de la villa Kujoyama, à Kyoto, au Japon.
En 2013, avec son western Faillir être flingué, elle est récompensée par plusieurs prix dont le prix du Livre Inter 2014. Le livre est vendu à plus de 100 000 exemplaires.
En 2016, elle publie un récit survivaliste, Le Grand Jeu.
En 2021, elle publie des nouvelles de science-fiction, Plasmas, qui obtiennent le grand prix de l’Imaginaire 2022. Le recueil est constitué de courts textes sans rapport immédiat les uns avec les autres. « L’écrivaine (...) invente une littérature, invente des mondes, joue avec les formes, les éléments, change de corps, devient poulpe, paresseux, acrobate, et parle de futurs possibles où tout se mélange et se métamorphose dans un vertige onirique » explique France Culture. Le livre est finaliste du prix du roman d'écologie 2022. 

#### Critiques
Céline Minard s'attache au travail d’écriture, collaborant parfois avec des plasticiens, comme Scomparo. D'après un critique littéraire, son œuvre marquerait « le retour de la fiction pure et dure dans le paysage littéraire français. »

### Vie privée
Après avoir longtemps vécu à Paris, elle vit et écrit dans le massif des Corbières,.

## Distinctions
- Chevalière de l'ordre des Arts et des Lettres.

## Œuvres
- R., Comp'Act, 2004[9]
- La Manadologie, MF, 2005
- Le Dernier Monde, Denoël, 514 pages, 2007  (ISBN 978-2-20725921-4) ; rééd. « Folio », 2009[10],[11],[12]
- Bastard battle, Léo Scheer, coll. « Laureli », 2008 ; rééd. Tristram Souple, 2013 Mention spéciale du prix Wepler 2008.
- Olimpia, Denoël, 2010
- So long, Luise, Denoël, 2011 Prix Franz-Hessel 2011[13],[14].
- Les Ales, en collaboration avec Scomparo, Cambourakis, 2011
- Faillir être flingué, Rivages, 2013[15] Prix Virilo 2013 ; Prix du style 2013 ; prix du Livre Inter 2014[16] ; sélection prix Mauvais genres 2013[17].
- KA TA, emballé par scomparo, Rivages, 2014
- Le Grand Jeu, Rivages, 2016[18],[19],[20],[21]
- Bacchantes, Rivages, 2019
- Plasmas, Rivages, 2021, 158 pages  (ISBN 978-2-7436-5367-5) ; grand prix de l'imaginaire 2022.

## Sur quelques ouvrages

### Le Dernier Monde
Matthew Phipps Shiel (1865-1947), écrivain britannique, roi du Royaume de Redonda, a écrit, entre autres romans de science-fiction (et d'horreur), Le Nuage pourpre (en) (1901). Céline Minard décide de reprendre le thème pour une fiction plus convaincante, et actualisé.
La coopération scientifique russo-américaine a permis l'envoi d'une station spatiale orbitale, Funsky, composé de deux modules, le Palladio et le Sprek, avec panneaux solaires, 18 tonnes de propergol comme carburant, et un ravitaillement juste achevé, de quoi tenir plusieurs mois. Le commandant Al Ashby et l'astronaute Sokstas vont bientôt redescendre après presque dix mois dans l'espace, et être remplacés. Les expériences (biologie des pleurodeles, nouveaux matériaux, etc) continuent, assurés par les deux autres scientifiques, pour Méryl et Jaume Roiq Stevens.
Après divers incidents, un accident se produit, un petit incendie d'une cartouche à base de perchlorate de lithium, dont la formule est secret militaire. Sur Terre, on décide d'interrompre la mission, et d'évacuer le personnel. Jaume (35 ans) refuse, devient le seul occupant de la station spatiale, pour plusieurs mois, ennemi n°1, accusé de haute trahison. De là-haut, il observe un énorme nuage sur New York, explosion d'une centrale nucléaire, mort de masse un peu partout, jusqu'à la fin des flux d'information en provenance de la Terre.
Il atterrit près de Cap Canaveral, se réhabitue seul à la vie terrestre au Bloc d'Accueil et de Réadaptation, avec pour seule compagnie crapauds, tortues de mer, lézards, crabes, mouettes, pélicans, dans un silence écrasant. Rétabli, après 250 km de plages mortes, avec une voiture empruntée, il rejoint Tampa, abandonnée des hommes (voitures, vêtements, bâtiments) pas par les animaux (rats, chiens, mites...), très loin de Sun City. La plupart des installations fonctionnent encore, de quoi se fournir : nourriture congelée ou en boîte, alcools, vêtements, armes... Toutes clés et cartes d'accès sont accessibles. Par les réseaux de vidéosurveillance, on voit rats, lynx, couguars, alligators, mais aussi avions écrasés, et le dernier quart d'heure de l'humanité, où après une courte panique chacun s'est évaporé. Un premier envol en hélicoptère est vite terminé à cause des oies : les animaux ont en un an (déjà) oublié les (bruits) humains. Il se met à inventer d'autres humains avec qui dialoguer, dont Lawson, Waterfull, Alcibyaï, miss Echampson. Fuyant l'Amérique et ses ouragans, aux commandes d'un Boeing 777, il atteint Oulan Bator investi par ours, aigles, chameaux, chiens, cerfs, porcs, yacks, chèvres. Interrogeant la centrale des satellites espions de la grande base militaire russe, il est informé qu'il est le dernier homo sapiens sapiens.
Il se rend à Iakoutsk, pour en ramener, à force de promesses et de harcèlement en hélicoptère, une troupe de porcs pour une guerre définitive contre les chiens et les rats d'Oulan Bator. Il les entraîne ensuite, en train (5 000) et à pied (70 000), vers Pékin. La troupe trouve son paradis à Dzamin Uüd, à la frontière. Le train continue avec Jaume (Beau-Singe) et Rotko (Porcelet-belles-manches), un cochon ambitieux d'une variété différente, prétendument héritier d'une dynastie Zhu jusqu'à Pékin (p. 249), peuplé de rats, pigeons, singes, et quelques dizaines de pandas. À force de fouir les poubelles sous la Cité Interdite, Rotko découvre le disque de jade pur de sa dynastie, et annonce l'arrivée de marées d'animaux (moutons, buffles, grues, éléphants, gibbons, etc.) venant assister au sacre de l’Empereur aux sublimes yeux.
Le bref passage à Pékin sert de matrice à toutes les aventures, tous les délires, tous les avatars, histoire chinoise, poésie médiévale française, archives de la mémoire collective, sexe, cocaïne, guerre(s) des mondes. Jaume part libérer du Barrage des Trois-Gorges le Yang Tsé Kiang et le royaume de l'Abondance (et des singes) de Fengdu. La libération de la Narmada commence à Amarkantak, avec les divinités hindoues et les langurs, passe par la destruction de barrages, barrage Bargi, barrage d'Indirasagar, barrage de Sardar Sarovar, barrage de Maheshwar, barrage d'Omkareshwar. Puis, il s'occupe de Mumbai, du barrage d'Itaipu, puis de créer sa République humaine à lui tout seul dans un fortin isolé, vite sans sécurité, malgré toutes les armes, la faute revenant aux grands prédateurs, tel ours ou tel jaguar. Puis, il se libère de ses murs, participe au mieux à la vie animale sauvage...
Je suis la rêverie (p. 514).

### Le Grand Jeu
Un pilote d'hélicoptère et cinq techniciens laissent seule une jeune femme en assez haute montagne, où elle vient de faire installer un tube de vie, à demi appuyé, à demi suspendu à un éperon granitique, une sorte de fuselage d'avion arrimé à son rail d'acier. Ce tonneau, doté de la meilleure technologie (2010), doit lui permettre de vivre de manière autonome, avec un module sanitaire, et un appentis (pour le jardinage et l'escalade), de manière définitive. L’ovni est au centre d'une propriété de deux cents hectares de roches, de bois et de prés au cœur d'un massif montagneux de vingt-trois kilomètres carrés.
La narratrice, très bonne alpiniste, souhaite affronter isolement, vide, grands froids, grandes chaleurs, silence, cris animaux. Elle explore son nouveau domaine, établit des cairns et des parcours, remplit des carnets, joue du violoncelle, pêche des truites dans un des lacs, désempierre un terrain cultivable, plante un jardin potager (avec abris et protections nocturnes), plante des bambous. Elle observe et est observée par divers animaux (geai, loutre, rapace, caprins...). Elle prend des risques.
Un jour, elle entend des bruits métalliques. Elle prend son fusil...

### Plasmas
Le texte se compose de dix courts récits indépendants : En l'air, Boules à neige, Tar Pits, Casino Baldo, Grands chiens, Grands singes, Les ricochets, Uiush, Grands fonds, La Kuīn. « C’est au moment où la Terre est morte, brûlée ou tout simplement évacuée, qu’apparaissent ces fragments de l’histoire humaine, »